# 線紋蘇通鱸
線紋蘇通鱸（学名：Suttonia lineata）為輻鰭魚綱鱸形目鱸亞目鮨科的其中一種，分布於印度太平洋海域，棲息深度1-61公尺，體長可達8.1公分，生活在珊瑚礁，為底棲性魚類，屬肉食性，生活習性不明。
其种加词“lineata”意为“线条状的”。